# وزغ عربی
وزغ عربی (نام علمی: Bufo arabicus) نام یک گونه از سرده وزغ است.